# کیت بیکر (بازیکن فوتبال)
کیت بیکر (انگلیسی: Keith Baker; ۱۵ اکتبر ۱۹۵۶ – 2013) بازیکن فوتبال بود.
از باشگاه‌هایی که در آن بازی کرده‌است می‌توان به باشگاه فوتبال گریمزبی تاون اشاره کرد.